# Holland (album)
Pour les articles homonymes, voir Holland.
Albums de The Beach Boys
Carl and the Passions - "So Tough"
(1972) The Beach Boys in Concert
(1973)
Holland est le dix-neuvième album studio du groupe The Beach Boys. Il sortit en 1973, après avoir été enregistré à grands frais aux studios de Baambrugge aux Pays-Bas. Il est généralement accompagné d'un EP bonus appelé Mount Vernon and Fairway (A Fairy Tale), qui est en fait un projet d'album avorté de Brian Wilson, qui participa peu aux sessions de Holland. 
L'album reçut un accueil très favorable de la critique (il figura notamment parmi les « albums de l'année » de Rolling Stone), contribuant à redorer l'image du groupe, et un accueil commercial honnête, frôlant le disque d'or. Il est aujourd'hui considéré comme l'un des meilleurs albums du groupe pour la décennie 70.

## Titres
| No | Titre                                                                                  | Durée |
| -- | -------------------------------------------------------------------------------------- | ----- |
| 1. | Sail On, Sailor (Brian Wilson, Tandyn Almer, Ray Kennedy, Jack Rieley, Van Dyke Parks) | 3:19  |
| 2. | Steamboat (Dennis Wilson, Jack Rieley)                                                 | 4:33  |
| 3. | California Saga: Big Sur (Mike Love)                                                   | 2:56  |
| 4. | California Saga: The Beaks of Eagles (Robinson Jeffers, Al Jardine, Lynda Jardine)     | 3:49  |
| 5. | California Saga: California (Al Jardine)                                               | 3:21  |
| 6. | The Trader (Carl Wilson, Jack Rieley)                                                  | 5:04  |
| 7. | Leaving This Town (Ricky Fataar, Blondie Chaplin, Carl Wilson, Mike Love)              | 5:49  |
| 8. | Only with You (Dennis Wilson, Mike Love)                                               | 2:59  |
| 9. | Funky Pretty (Brian Wilson, Mike Love, Jack Rieley)                                    | 4:09  |

### Mount Vernon and Fairway (A Fairy Tale)
| No | Titre                                                         | Durée |
| -- | ------------------------------------------------------------- | ----- |
| 1. | Mt. Vernon And Fairway (Theme) (Brian Wilson)                 | 1:34  |
| 2. | I'm the Pied Piper (Instrumental) (Brian Wilson, Carl Wilson) | 2:20  |
| 3. | Better Get Back in Bed (Brian Wilson)                         | 1:39  |
| 4. | Magic Transistor Radio (Brian Wilson)                         | 1:43  |
| 5. | I'm the Pied Piper (Brian Wilson, Carl Wilson)                | 2:09  |
| 6. | Radio King Dom (Brian Wilson, Jack Rieley)                    | 2:38  |